# Clyst St George
Clyst St George – wieś i civil parish w Anglii, w Devon, w dystrykcie East Devon. W 2011 civil parish liczyła 782 mieszkańców. Clyst St. George jest wspomniana w Domesday Book (1086) jako Chisewic/Clisewic.